# Bazar de Naulakha
El Bazar de Naulakha (en urdu: نولکھا بازار) ubicado en Lahore, Punjab, Pakistán. Este bazar se estableció en 1633 y se encuentra en la fortaleza de Lahore, cerca del pabellón Naulakha. La mezquita de Shaheed Ganj se encuentra en el bazar Naulakha. 
Cuando el pabellón Naulakha fue construido en 1633 por el emperador mogol Shah Jahan como una pequeña casa de verano, costó alrededor de 900.000 rupias, una suma exorbitante en el momento. Se llama Naulakha porque en lengua urdu, la palabra significa "9 mil rupias". Esto también trajo como consecuencia que la palabra Naulakha fuese de uso común para hablar de algo precioso.